# Cyril Marcus

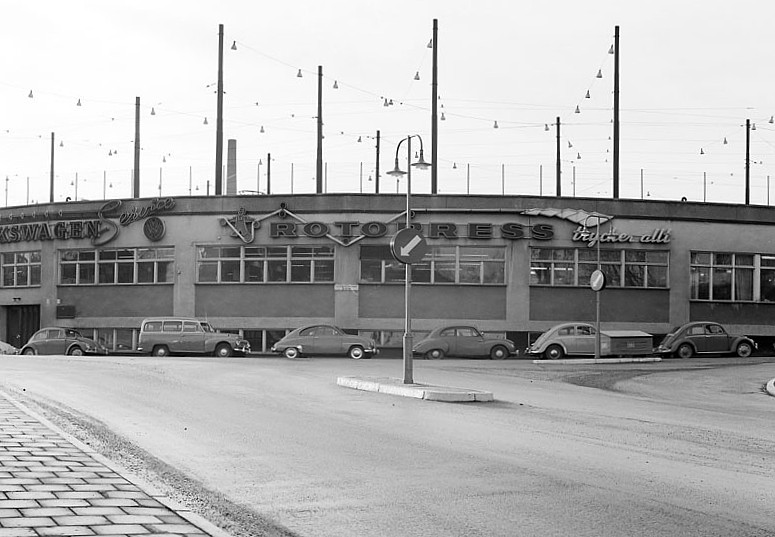
Norra delen av Söderhallen 1961.

Cyril Nils Marcus, född 30 juli 1906 i Stockholm, död 24 december 1980 i Brunnby församling, Malmöhus län, var en svensk arkitekt.
Efter studentexamen 1925 utexaminerades Marcus från Kungliga Tekniska högskolan 1933. Han var anställd hos byggnadsrådet David Dahl 1934–35 och hos Stockholms stads byggnadsnämnd. Han bedrev egen arkitektverksamhet från 1936, tillsammans med arkitekt Erik Vestergren från 1946. Marcus utförde samtliga ritningar till vagnhalls- och skötselbyggnader för Stockholms tunnelbana. Bland hans arbeten märks även depån Söderhallen för Stockholms spårvägar som han ritade 1955 tillsammans med Erik Vestergren.